# Martin Kovář Javorovský
Martin Kovář Javorovský (asi 1692 – 23. ledna 1738 ve Stříteži nad Bečvou) byl majitel pasekářské usedlosti v Javoří ve Stříteži nad Bečvou. V lidové tradici, kterou zachytil František Dobeš v Knize o Stříteži, líčen jako známý zbojník, který na loupeže jezdil nejčastěji s Václavem Tisovským z Brňova. Několik pověstí se týká i pokladů, které se na Javoří našly.
Podle vyšetřovacího spisu a dochovaných soudních akt byl Martin Kovář jinak Javorovský ve skutečnosti zbojník–začátečník. Účastnil se pouze přepadení a oloupení farářů v Kyjově a Brankovicích u Kyjova kolem Vánoc 1737. V Brankovicích se zbojníci dostali na faru po ráhně přistavěném ke zdi. Nejdříve se zmocnili kaplana, kterého vzali mezi sebe a dobývali se k faráři. Ten nabil pistoli, ale bál se vystřelit, aby neporanil kaplana. Zvolal na něj proto latinsky, aby se držel stranou a vypálil. Jeden ze zbojníků se skácel k zemi a jeho druhové na něj volali: „Pamatuj se, Javorovský, pamatuj!“ Faru zbojníci přesto vyrabovali a se zraněným Javorovským se brali pryč. Dotírali na ně sice místní sedláci, kteří se již seběhli k faře a zastřelili zbojníkům dva koně, zbojníkům se ale podařilo uniknout. V Prasklicích si vynutili od jednoho sedláka sáně a pár chomoutů. Na saních pak zbojníci vezli Javorovského zabaleného ve slámě až na střítežské paseky v Javoří.
Zemřel 23. ledna 1738 ve věku 46 let na pasekách v Javoří na otravu krve, ještě předtím s ním však byl 18. ledna 1738 sepsán vyšetřující komisí vyslanou z Valašského Meziříčí protokol. Původ svého střelného poranění tehdy vysvětlil tak, že byl postřelen při cestě na Slováky dvěma uherskými jezdci, když tam jel s několika svými společníky pro sůl (pašování soli nebylo hrdelním zločinem). Rozpor ve výpovědi jednoho z jeho kompliců pak přivedl vyšetřovatele na stopu rozsáhlé kriminální činnosti, celá loupežnická banda byla pak pochytána a v průběhu března a dubna 1739 v různých městech na východě Moravy 20 jejich členů pověšeno.